# شهرستان آنفو
شهرستان آنفو (به لاتین: Anfu County) یک منطقهٔ مسکونی در چین است که در ژی ان واقع شده‌است.